# Het Geheim van de Zonnesteen
Het geheim van de zonnesteen is een tv-film van de makers van Telekids uit 1996.

## Verhaal
Carlo en Irene zijn toe aan een lekkere rustige vakantie. Samen vliegen ze naar Aruba om daar te luieren in de zon. Carlo heeft zin in meer avontuur en had verwacht dat Aruba een eiland was met piraten, schatten en actie. Op het eerste gezicht valt dat vies tegen, maar de rust verdwijnt als ze op het strand een schatkist vinden met allerlei relieken van ene kapitein Fabian. Wat volgt is een zoektocht naar het goud van deze piraat, met kapers op de kust, een zonnesteen in het zand en een vreemde dame die het setje constant lijkt te achtervolgen. Met behulp van het kapiteinslogboek gaat het stel op zoek naar het geheim van de zonnesteen.

## Rolverdeling
| Acteur               | Personage                                 |
| -------------------- | ----------------------------------------- |
| Carlo Boszhard       | Carlo / Kapitein Fabian                   |
| Irene Moors          | Irene / Maatje                            |
| Daphny Muriloff      | Connie                                    |
| Robert Jaap de Lange | Piraat / Assistent fotograaf / Ontvoerder |
| Sven Etterkamp       | Duikinstructeur                           |
| Madelon Goedhart     | Dame in zwembad                           |
| Francis Jacobs       | Man op vliegveld                          |
| Zygia Jongbloed      | Make-up dame                              |
| Richard Kalomi       | Piraat                                    |
| Erik Koenders        | Stuurman Okkie                            |
| Frans-Jan Punt       | Piraat/ontvoerder                         |
| Sandra Van Ewijk     | Dame bij duikschool                       |

## Trivia
- De film was oorspronkelijk een vervolgverhaal, dat wekelijks werd vervolgd tijdens de zomeruitzendingen 'Naar De Zon Met Telekids', die ook werden gepresenteerd op Aruba. Na de zomer werd de volledige film uitgezonden.
- In 1998 werd de film enkele keren herhaald tijdens Telekids, om daarna pas weer in het paasweekend van 2002 op YorKiddin te worden uitgezonden. Vervolgens kwam de film in oktober 2009 weer op RTL 4, wegens het twintigjarig bestaan van de zender. Sindsdien wordt de film met enige regelmaat herhaald op RTL Telekids.